# 聖馬特奧德奧陶區

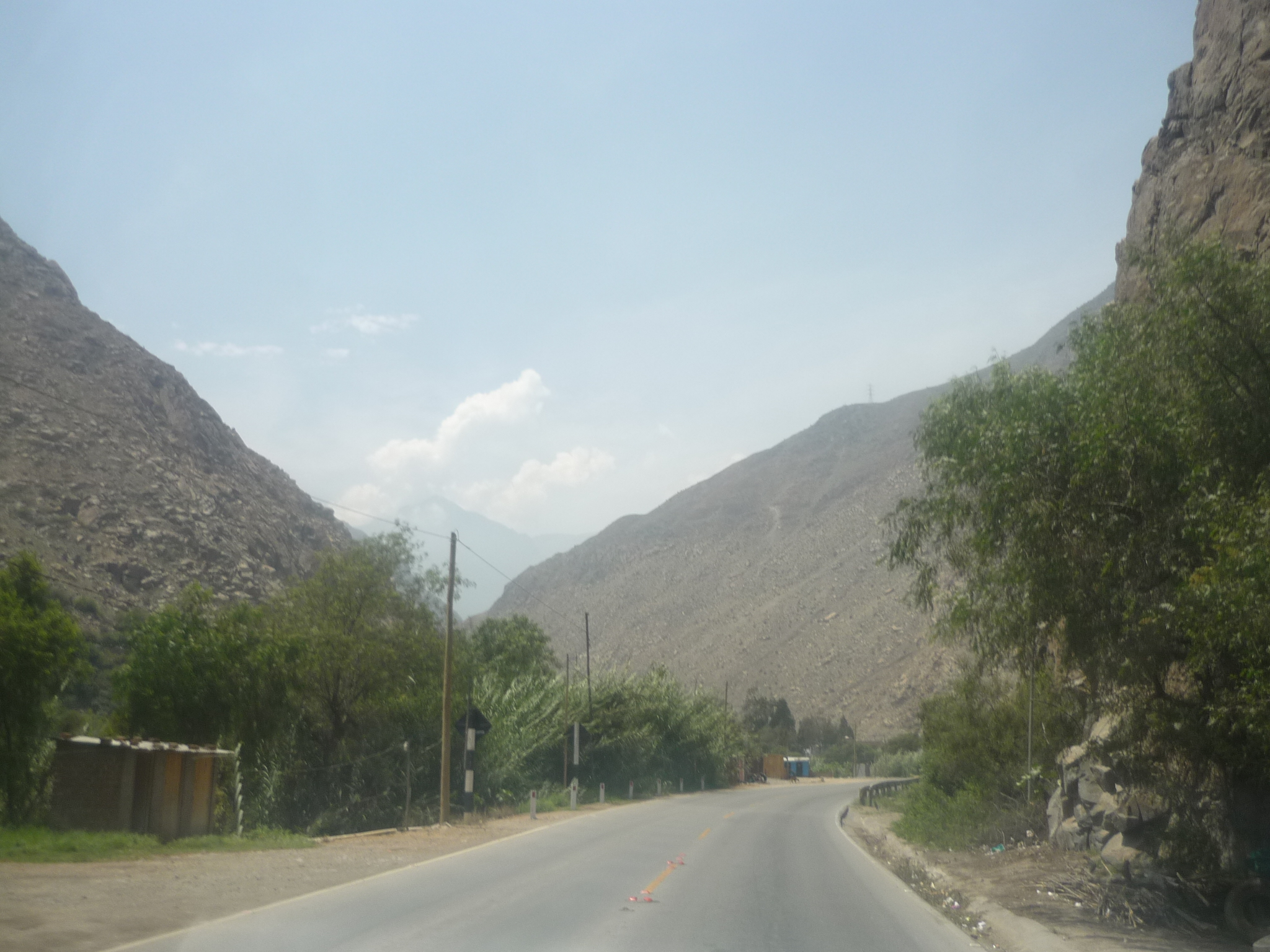

11°50′51″S 76°33′46″W / 11.84750°S 76.56278°W
聖馬特奧德奧陶區（西班牙語：Distrito de San Mateo de Otao），是秘魯的一個區，位於該國中南部利馬大區的瓦羅奇里省，始建於1944年11月7日，面積123.9平方公里，海拔高度2,259米，2010年人口2,349，人口密度每平方公里19人。